# دفریپرون
دفریپرون (به انگلیسی: Deferiprone)
رده درمانی: شلات‌کننده‌ها .
اشکال دارویی: قرص

## موارد مصرف
دفریپرون در درمان تجمع آهن ناشی از تزریق خونهای مکرر در مبتلایان به تالاسمی استفاده می‌شود. مصرف دفریپرون برای بیمارانی تجویز میگردد که دفراکسامین در آن‌ها منع مصرف دارد یا درمان با دفراکسامین به تنهایی نا کافی می‌باشد.

## مکانیسم اثر
دفریپرون داروی خوراکی شلات‌کننده اهن می‌باشد. دفریپرون دارای دو عامل شلات‌کننده می‌باشد و لذا یک اتم اهن، که دارای ۶ اوربیتال خالی می‌باشد، با ۳ مولکول دفریپرون کمپلکس تشکیل میدهد. کمپلکس قرمز رنگی که بین سه مولکول دفری پرون و یک اتم اهن تشکیل میگردد از طریق کلیه‌ها در ادارار بیمار دفع می‌شود. 
شرکت تولیدکننده :شرکت داروسازی آوه سینا 

## عوارض جانبی
کاهش گلبولهای سفید خون ( آگرانولوسیتوز )، عوارض گوارشی ( شکم درد، تهوع، استفراغ، افزایش اشتها و اسهال )، درد شکم و مفاصل، بالا رفتن سطح خونی آنزیم‌های کبدی و تغییر رنگ ادرار.